# Ertuğrul Ersoy
Ertuğrul Ersoy (sinh 13 tháng 2 năm 1997) là một cầu thủ bóng đá Thổ Nhĩ Kỳ thi đấu ở vị trí hậu vệ cho câu lạc bộ Thổ Nhĩ Kỳ ở Süper Lig Bursaspor. Anh ra mắt ở Süper Lig vào ngày 1 tháng 11 năm 2014.